# Nationales Folklorefestival von Gjirokastra

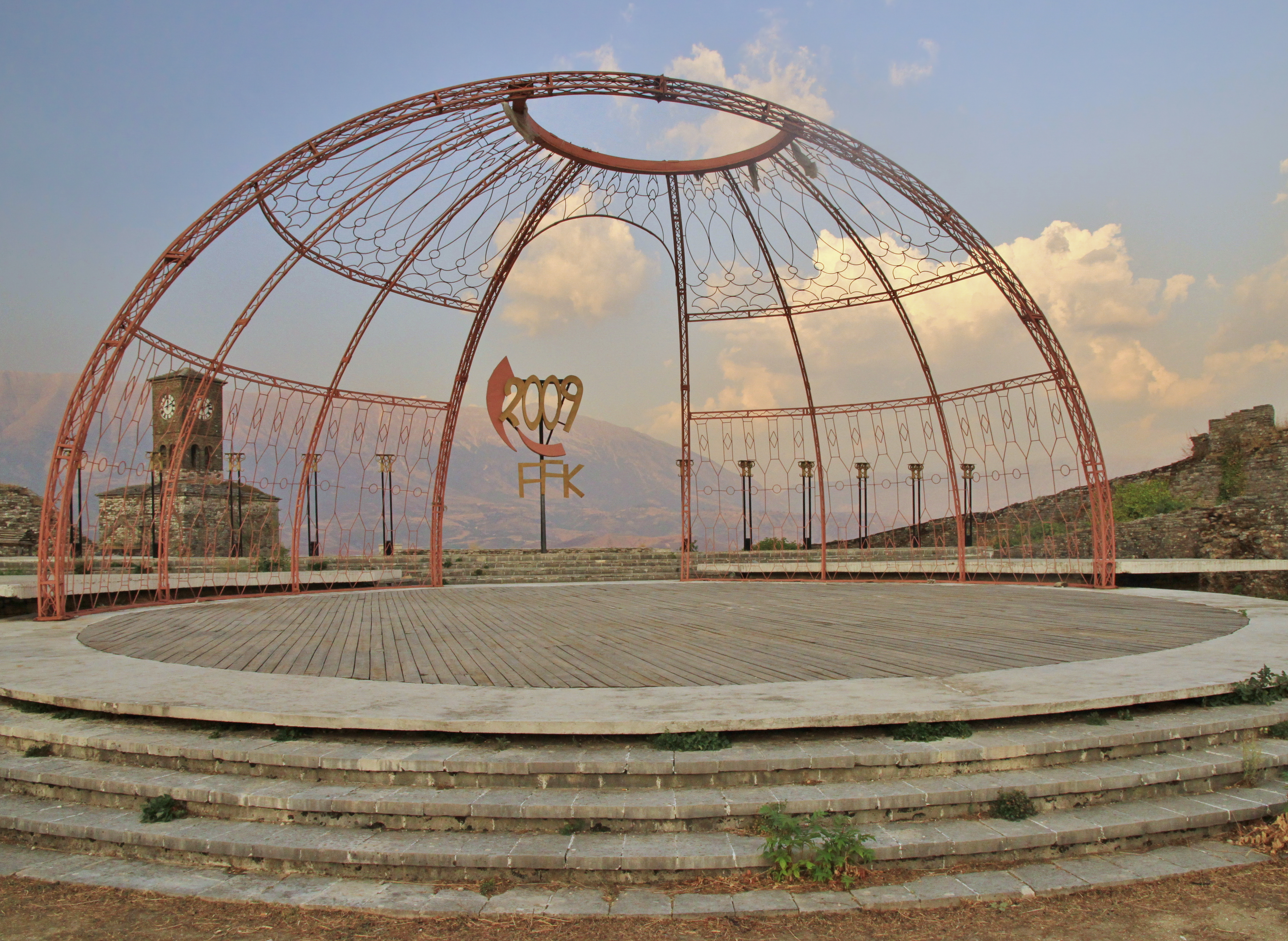
Bühne des Festivals mit Signet von der Austragung 2009

Das Nationale Folklorefestival von Gjirokastra (albanisch Festivali Folklorik Kombëtar i Gjirokastrës) ist ein mehrtägiges Kunstfestival für Folklore, das alle fünf Jahre in Gjirokastra in Südalbanien stattfindet. Das Festival präsentiert der Öffentlichkeit traditionelle albanische Musik, Kleidung und Tanz aus allen Gebieten in Südosteuropa und Süditalien, die von Albanern bewohnt werden. Das Folklorefestival gilt als die wichtigste Veranstaltung für albanische Kultur. Ziel ist es, die Musik des Landes zu schützen, zu fördern und zu unterstützen.
Die verschiedenen Gruppen in farbenfrohen Kostümen bestehen aus einer Vielzahl von Musikern, Sängern und Tänzern. Gruppen aus Südalbanien tragen oft iso-polyphone Musik (Immaterielles Kulturerbe der Menschheit der UNESCO) vor, aus dem Norden kommen Rhapsoden.
Erstmals wurde das Festival im Jahr 1968 durchgeführt. Es nimmt eine Tradition von Folklorefestivals auf, die 1949 in Tirana lanciert wurde. Das nächste Festival findet vom 24. Juni bis 1. Juli 2023 statt.

## Austragungsort

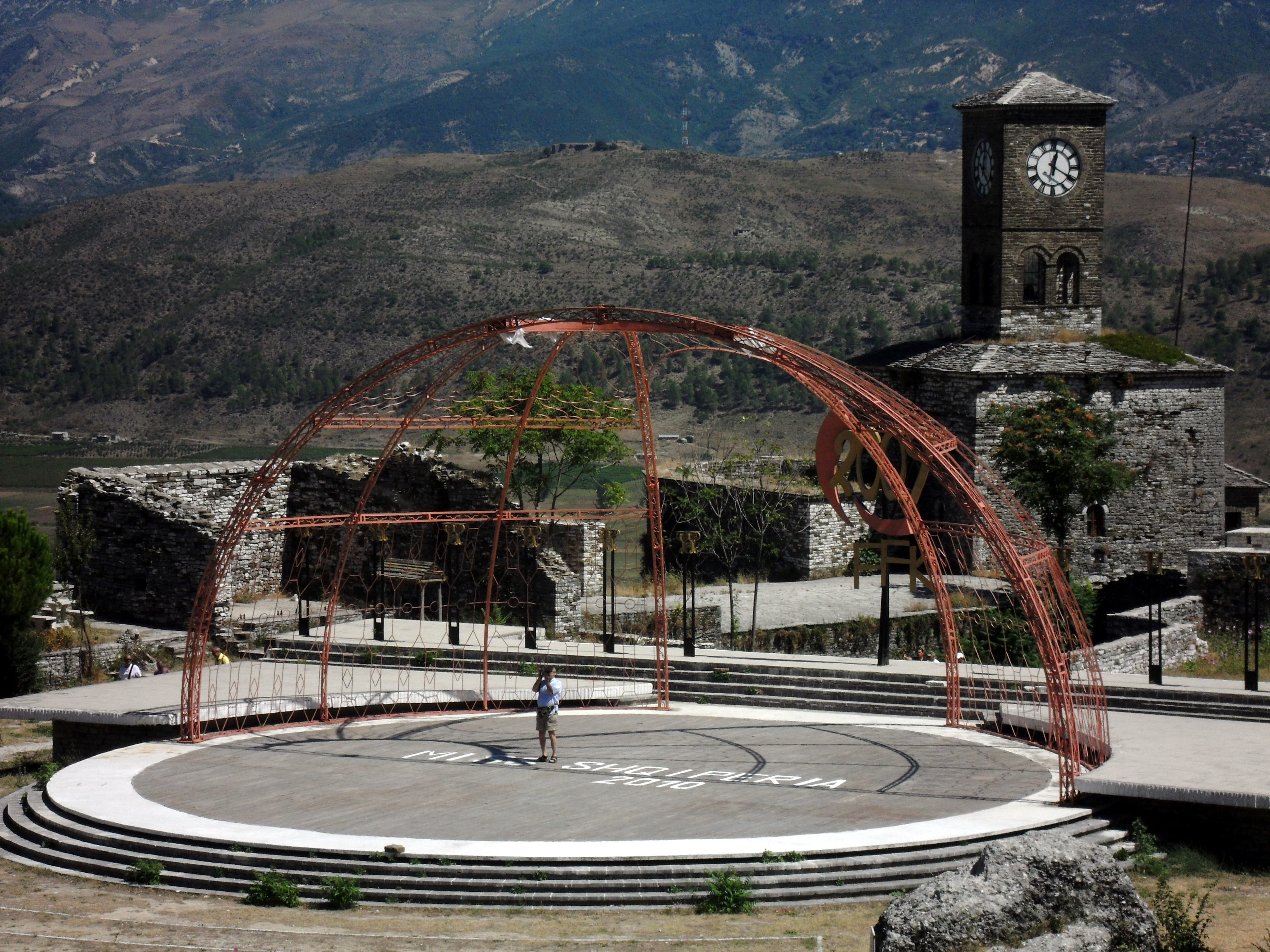
Die Bühne auf der Burg von Gjirokastra

Das Folklorefestival wurde mit Ausnahme von 1995 seit 1968 auf der Burg von Gjirokastra ausgetragen. Die hoch über der Stadt thronende Festungsanlage war vor 1968 zumindest in Teilen noch als Gefängnis genutzt worden. Später wurde es für die Öffentlichkeit zugänglich gemacht und ein Museum eingerichtet. Im östlichen Teil der Anlage befindet sich eine fast 100 auf 50 Meter große offene, leicht abschüssige Fläche, die für das Festival genutzt wird.
Im Jahre 1984 wurde eine metallene, zuletzt im Jahr 2000 ersetzte Bühnenkonstruktion errichtet, die auch sonst ab und zu für Feste genutzt wird. Davor war die Fläche noch archäologisch untersucht worden; dabei wurden Keramikreste aus dem 4. bis 2. Jahrhundert vor Christus gefunden.
Das Fest ist für Gjirokastra das wichtigste Großereignis. Die Teilnehmer des Festivals tanzen zusammen mit den Passanten in den Gassen weiter und singen gemeinsam. Bei der letzten Veranstaltung 2015 gab es ein reichhaltiges Rahmenprogramm.

## Wettbewerb
Das Festival ist ein Wettbewerb der verschiedenen Regionen (heute: qarqet und Nachbarländer). Die regionalen Gruppen bestehen aus verschiedenen Tanz-, Musiker- und Sängergruppen aller Altersklassen, die sich mit ihren Vorträgen abwechseln. Mehrheitlich treten Amateure an. Die Beiträge dürfen nicht vorher am nationalen Festival dargeboten worden sein.
Die teilnehmenden Gruppen qualifizieren sich für das Festival in regionalen Vorentscheidungen. Vor dem Festival von 2015 nahmen an den regionalen Wettbewerben etwa 7500 Personen teil, darunter 1600 Kinder und Jugendliche.

„Wir vergeben den ersten Preis nicht für die Folklore, sondern wir verleihen den ersten Preis für die Interpretation und Ausführung. Denn Folklore kann nicht untereinander konkurrieren.“

Die Gewinnerregion werden durch eine Jury bestimmt. Es gibt auch zahlreiche Preise für Einzelpersonen und Gruppen in speziellen Kategorien.

## Geschichte

### Ursprünge
Dem Nationalen Folklorefestival von Gjirokastra ging das Nationale Festival für Gesang, Musik und Tanz voraus, das in der albanischen Hauptstadt Tirana in den Jahren 1949 und vom 25. bis zum 27. November 1959 mit rund 400 Teilnehmern veranstaltet wurde. Zudem gab es auch noch Nationale Folkklorefestivals in Tirana in den Jahren 1946, 1952 und 1957 sowie in Elbasan und in Lezha im Jahr 1966 respektive 1967 auf.

### „Höhepunkt im Volksmusikleben des Landes“

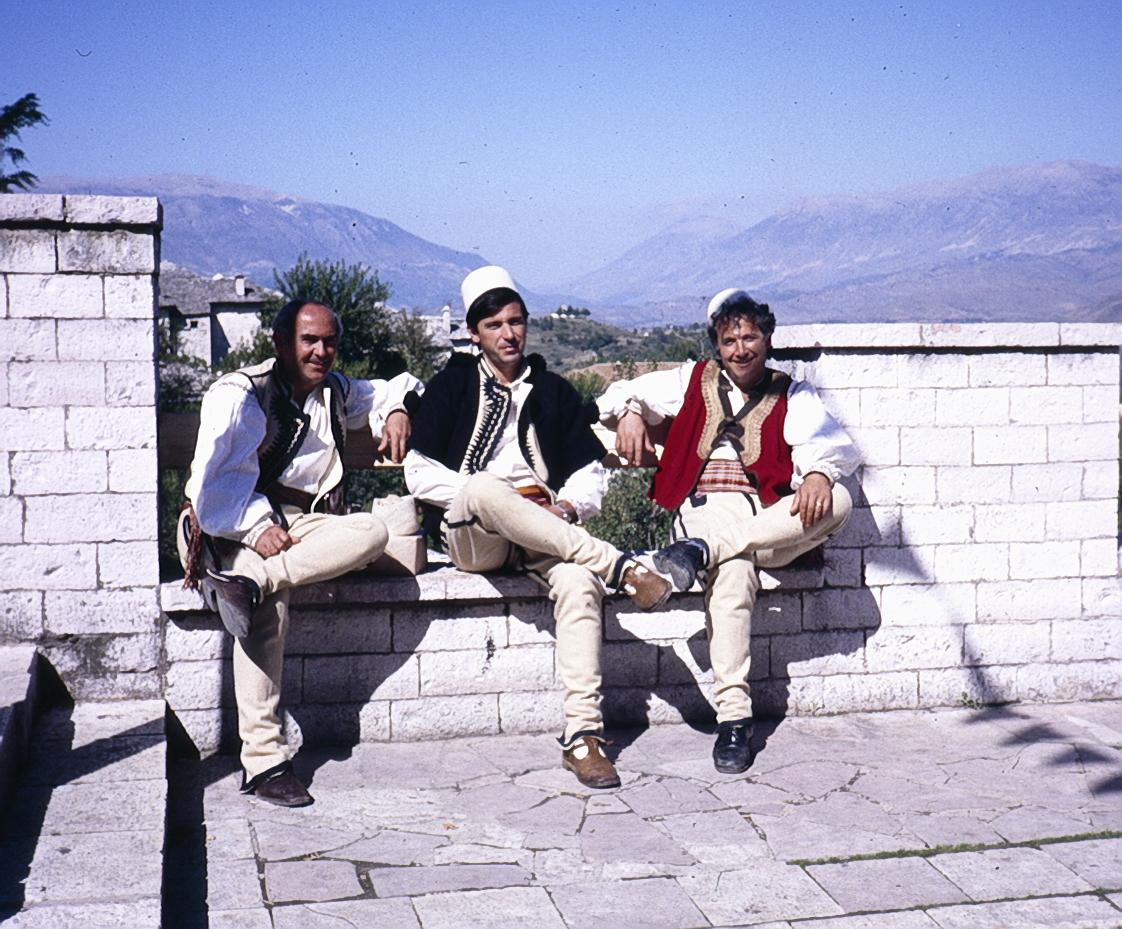
Sänger am Festival von 1988

Zehn Jahre später fand vom 8. bis zum 16. Oktober 1968 das erste Nationale Folklorefestival in Gjirokastra statt, das anlässlich des Geburtstags von Enver Hoxha durchgeführt wurde. Gjirokastra ist die Heimatstadt von Hoxha, dem damaligen politischen Führer Albaniens. Das einwöchige Festival wurde mit einem Abstand von fünf Jahren 1973, 1978, 1983 und 1988 jeweils im Oktober anlässlich runder Geburtstage von Hoxha durchgeführt.
Das Festival war der wichtigste Anlass der Volksmusik. Folklore gehörte zu den wenigen tolerierten Musikstilen im kommunistischen Albanien. Mit dem Folklorefestival sollte die nationale Einheit und Identität unterstrichen werden. So wurde darüber jeweils ausführlich landesweit berichtet. Das ganze Programm wurde aufgezeichnet und abends von Radio und Fernsehen fast pausenlos ausgestrahlt. Die Teilnehmer für den Großanlass wurden an langen regionalen Vorentscheidungen – damals traten nur Künstler aus Albanien auf – ausgewählt. Die Musiker, die meist Laien waren, repräsentierten alle 36 Regionen des Landes. 1973 haben 1370 Künstler am Festival teilgenommen, fünf Jahre später sogar 1560; mit den regionalen Vorentscheidungen sollen es sogar über 50.000 gewesen sein.

„[Das Festival] … bildet wohl den Höhepunkt im organisierten Volksmusikleben des Landes“

Immer wieder wurde Künstlern, die politisch nicht genehm waren, die Teilnahme verweigert. Auch die Auszeichnung der Gewinner hatte vermutlich politische Hintergründe. Personenkult gehörte auch zur Veranstaltung: Alte Melodien wurden zum Teil auch mit neuen Texten vorgetragen, die Enver Hoxha, die Errungenschaften des Kommunismus und den Partisanenkampf der Kommunisten während des Zweiten Weltkriegs würdigten. Religiöse Musik war nach 1967 verboten.

### Neupositionierung nach der Wende

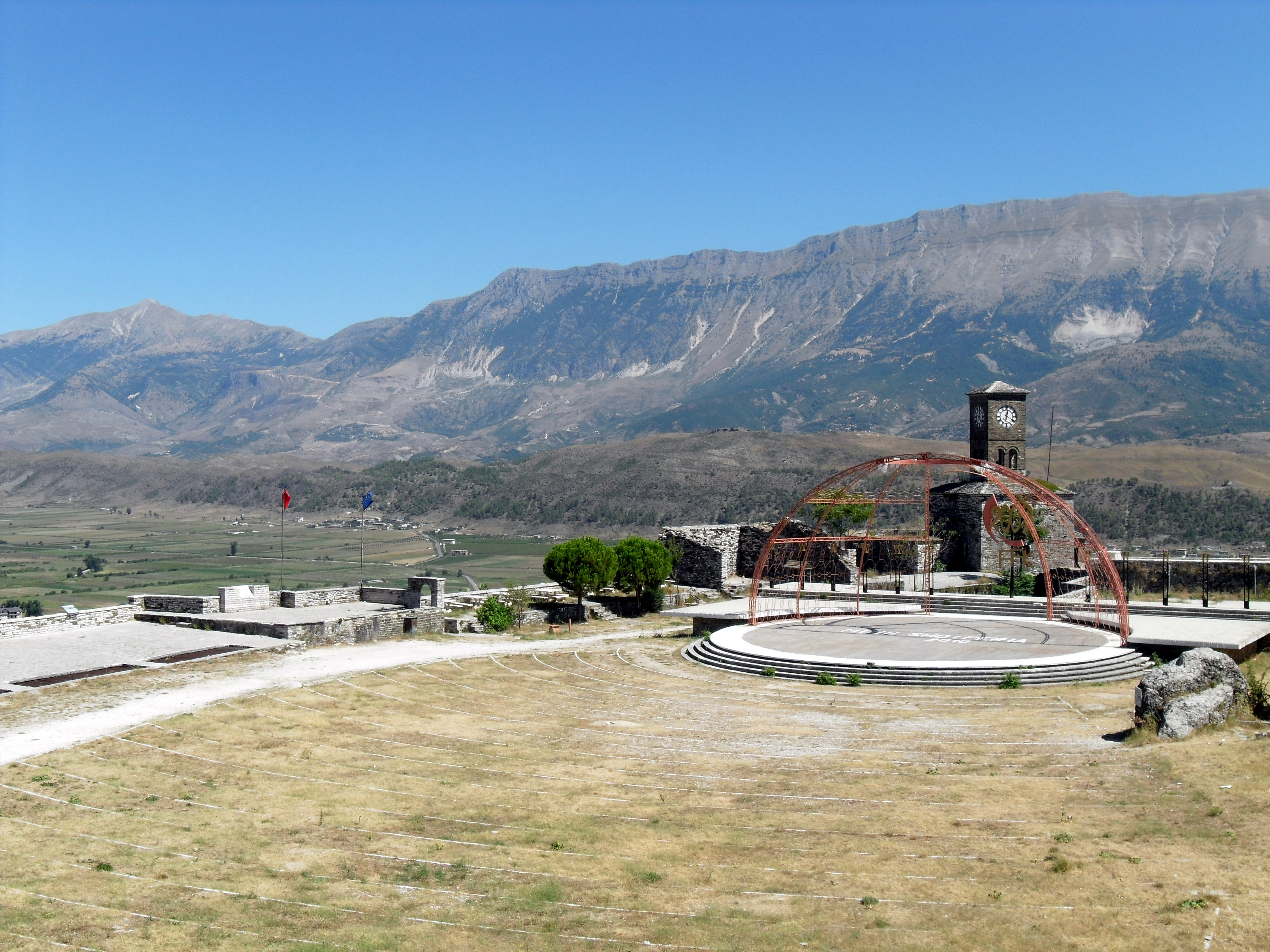
Festivalgelände im südlichen Bereich der Burg

Nach dem Zusammenbruch des kommunistischen Systems geriet auch das Festival in eine Krise, zum Teil wegen fehlender Mittel, aber auch durch einen gesellschaftlichen Wertewandel bezüglich Musik. Im Jahr 1994 wurde das Nationale Zentrum für Folklore-Aktivitäten (Qendra Kombëtare e Veprimtarive Folklorike) gegründet, das sich um die Pflege der albanischen Volkskultur im In- und Ausland kümmert und künftig das Festival organisiert. 1995 wurde das Folklorefestival auf der Burg von Berat veranstaltet.
Seit dem September 2000 ist Gjirokastra wieder der Austragungsort. Die nächste Ausgabe fand bereits vom 29. September bis 5. Oktober 2004 statt, nachdem 2003 auch per Gesetz die Förderung der Folklore dem spezifischen Institut übertragen worden war.
Die neunte Ausgabe des Festivals wurde im September 2009 veranstaltet. Gewinner des Festivals war der Qark Shkodra für die allgemein beste Darbietung, während die Barden Sherif Dervishi und Myfterin Uka für den besten Soloauftritt ausgezeichnet wurden.

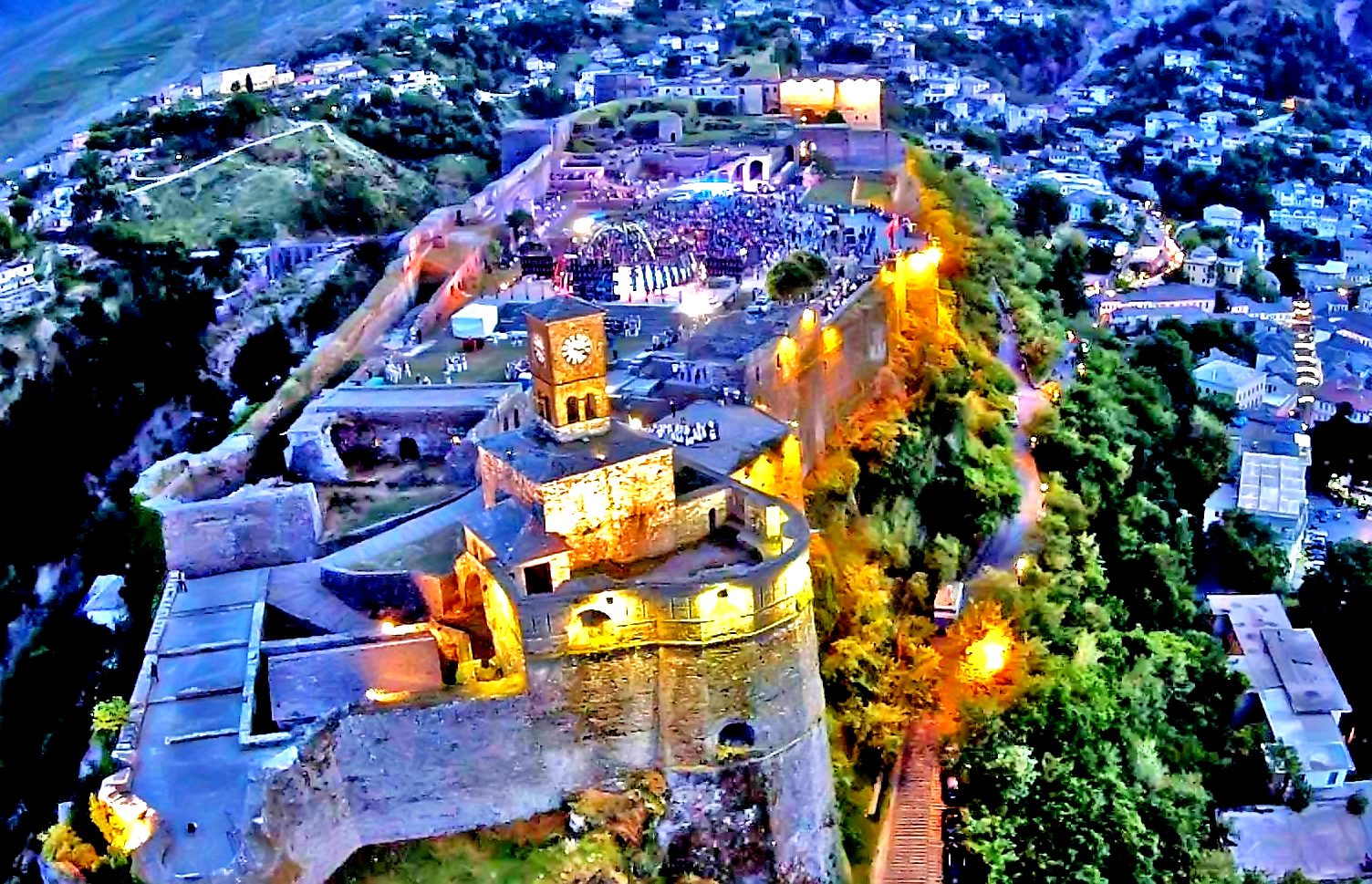
Burg von Gjirokastra während des Festivals von 2015

Die zehnte Ausgabe war zuerst für den April 2015 angekündigt, fand dann aber vom 10. bis 16. Mai statt. Mit dem teilweise verwendeten neuen Namen Festivali Folklorik Mbarëkombëtar wird auf eine Beteiligung aller Albaner über die Landesgrenzen hinweg hingewiesen. So nahmen auch Gruppen von Albanern aus Westeuropa, den USA und Italien (Arbëresh) teil. Im Wettbewerb standen 1204 Teilnehmer, von denen 952 aus Albanien stammten, 102 aus dem Kosovo, 100 aus Mazedonien und 50 aus Montenegro. Der Qark Tirana wurde mit dem ersten Preis ausgezeichnet. Die Veranstaltung wurde jeden Abend vom Fernsehen live übertragen.